# Naučná stezka Zapomenuté osudy (Ratiboř)
Naučná stezka Zapomenuté osudy je naučná stezka v katastru obce Ratiboř v Hostýnských vrších (Hostýnsko-vsetínská hornatina) v okrese Vsetín na Valašsku ve Zlínském kraji.

## Další informace
Naučná stezka Zapomenuté osudy vznikla z podnětu obce Ratiboř a je zaměřena na významné historické události Ratiboře. Stezka vznikla v roce 2019 a v roce 2021 měla šest zastavení s následujícími informačními panely:
1. Thronus Regis - Popisuje událost z 14. století, kdy v Ratiboři mohl být vybudován klášter Thronus Regis.
2. U staré cesty - Popisuje skutečnosti o padlých sovětských partizánech, kterými jsou kpt. Viktor Grekovský – Ševcova (zvaný také kpt. Vitalij Fedorovič Grikovský) a jeho pobočníkovi Pavlu Pimenovovi.
3. Ctibor Čermák - Popisuje událost tragické smrti partyzána „Borise“, vlastním jménem Ctibor Čermák, na sklonku II. světové války na Zbrankově kopci.
4. Paseka U Hynků - Popisuje odbojovou činnost a pohnutý osud pasekářské rodiny Ludvíka Hynka v době II. světové války.
5. Jan Maniš - Popisuje život a práci významného evangelického kazatele Jana Maniše, bojovníka za náboženskou svobodu.
6. Krutý osud rukojmí - Popisuje místo a události tragické popravy rukojmích z Vařákových pasek na pomezí Ratiboře a Hošťálkové, která se udála na konci II. světové války.

## Galerie

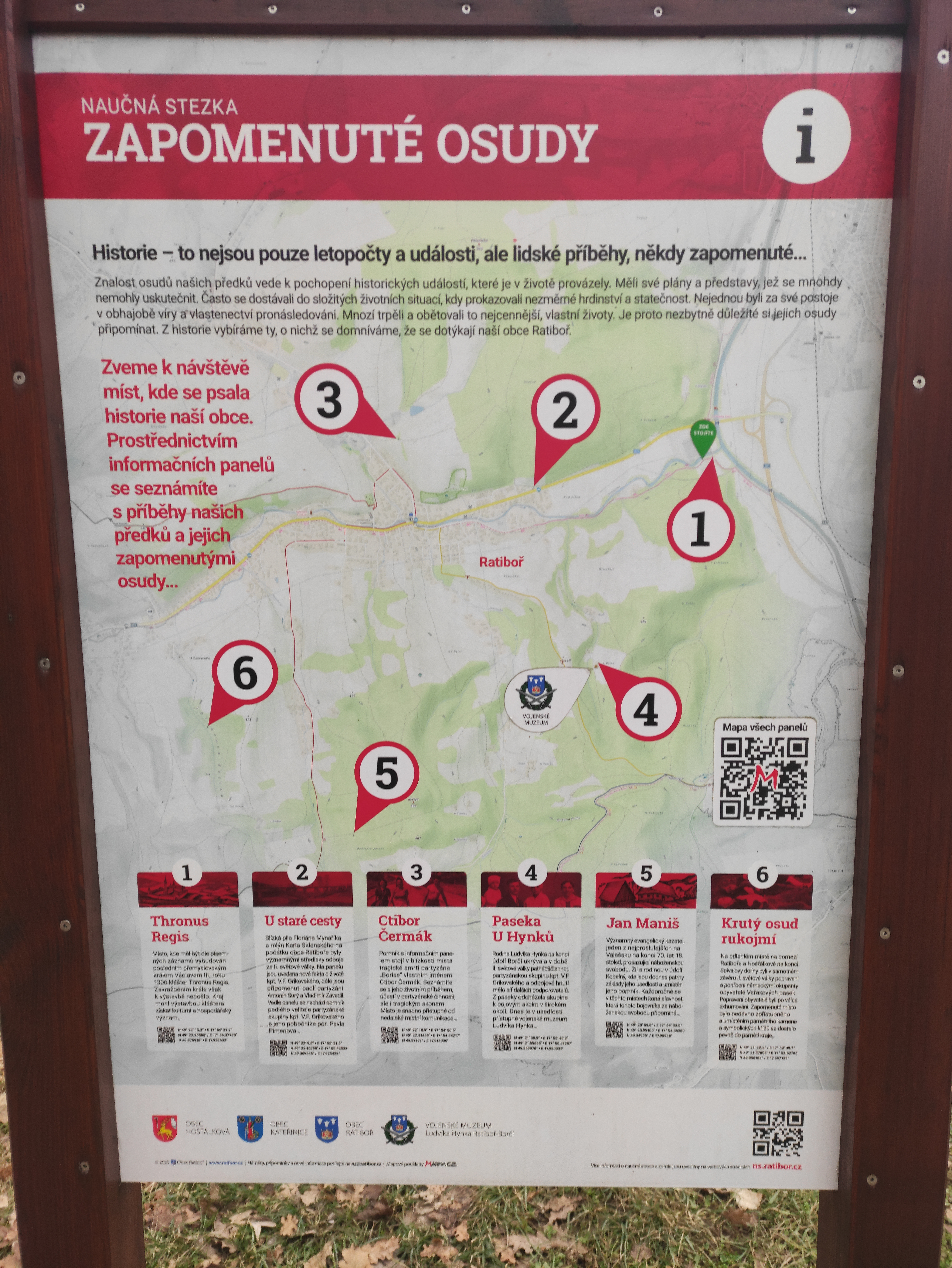
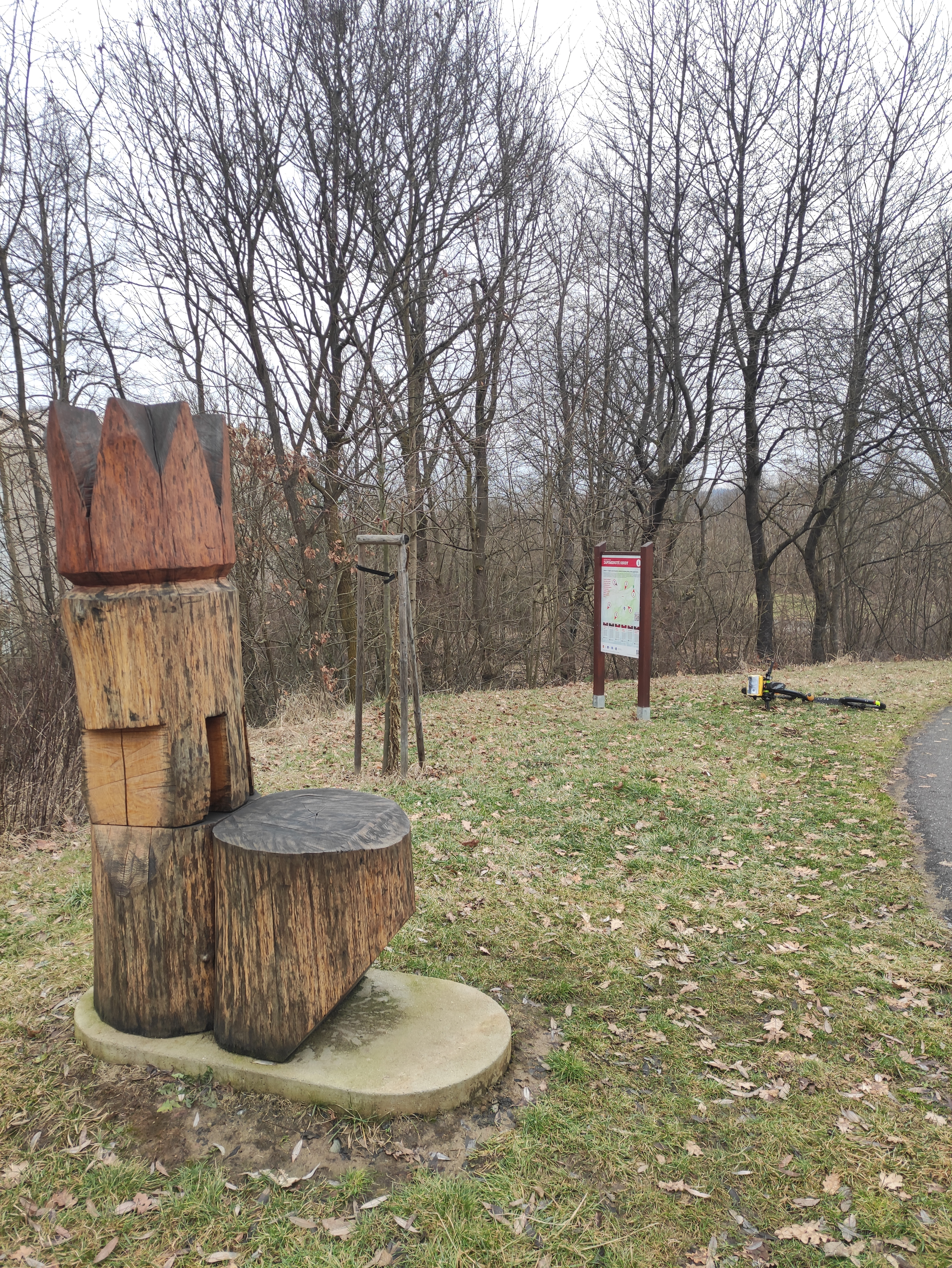